# ريو نغرينيو
ريو نغرينيو هي بلدية في البرازيل، تتبع سانتا كاتارينا، بلغ عدد سكانها 39٬846  نسمة، في 2010، تبلغ مساحتها 908٫391 كيلومتر مربع، رمزها البريدي هو 89295-000.

## الموقع
تشترك في الحدود مع:
- Corupá [الإنجليزية]‏.